# (25166) Thompson
(25166) Thompson est un astéroïde de la ceinture principale.

## Description
(25166) Thompson est un astéroïde de la ceinture principale. Il fut découvert le 19 septembre 1998 à la station Anderson Mesa par le programme LONEOS. Il présente une orbite caractérisée par un demi-grand axe de 2,94 UA, une excentricité de 0,07 et une inclinaison de 11,2° par rapport à l'écliptique.